# Lieja-Bastoña-Lieja 1989
La Lieja-Bastogne-Lieja 1989 fue la 75.ª edición de la clásica ciclista Lieja-Bastoña-Lieja. La carrera se disputó el domingo 16 de abril de 1989, sobre un recorrido de 268 km, y era la cuarta prueba de la Copa del Mundo de Ciclismo de 1989. 
El vencedor final fue el irlandés Sean Kelly (PDM), que se impuso al esprint en la meta de Lieja. El francés Fabrice Philipot (Toshiba) y el australiano Phil Anderson (TVM-Yoko) fueron segundo y tercero respectivamente. 

## Clasificación final
| Posición | Ciclista         | Equipo    | Tiempo   |
| -------- | ---------------- | --------- | -------- |
| 1        | Sean Kelly       | PDM       | 7h10'00" |
| 2        | Fabrice Philipot | Toshiba   | s.t.     |
| 3        | Phil Anderson    | TVM-Yoko  | s.t.     |
| 4        | Pedro Delgado    | Reynolds  | s.t.     |
| 5        | Sammie Moreels   | Lotto     | s.t.     |
| 6        | Steven Rooks     | PDM       | s.t.     |
| 7        | Laurent Fignon   | Système U | s.t.     |
| 8        | Eric Van Lancker | Panasonic | s.t.     |
| 9        | Bruno Cornillet  | Z-Peugeot | s.t.     |
| 10       | Miguel Induráin  | Reynolds  | s.t.     |